# ديف ستيوارت
ديف ستيوارت (بالإنجليزية: Dave Stewart)‏ هو لاعب كرة قاعدة أمريكي، ولد في 19 فبراير 1957 في أوكلاند في الولايات المتحدة.

## وصلات خارجية
- ديف ستيوارت على موقع دوري كرة القاعدة الرئيسي (الإنجليزية)
- ديف ستيوارت على موقعبيزبول رفرنس.كوم (الدوري الرئيسي) (الإنجليزية)
- ديف ستيوارت على موقعبيزبول رفرنس.كوم (الدوري الثانوي) (الإنجليزية)
- ديف ستيوارت على موقع إي إس بي إن.كوم (أم.أل.بي) (الإنجليزية)
- ديف ستيوارت على موقع مشجعي الرسوم البيانية (الإنجليزية)